# 小奥松德
小奥松德（匈牙利語：Kisasszond）是匈牙利绍莫吉州所辖的一个村。总面积7.84平方公里，总人口185，人口密度23.6人/平方公里（2011年1月1日）。